# تانی گری تامپسون
تانی گری تامپسون (انگلیسی: Tanni Grey-Thompson؛ زادهٔ ۲۶ ژوئیهٔ ۱۹۶۹) سیاست‌مدار اهل بریتانیا است.
وی همچنین برندهٔ جوایزی همچون ۱۰۰ زن بی‌بی‌سی شده‌است.